# Damī Āqā
Damī Āqā (persiska: دِی آقا, دمی آقا, Dey Āqā) är en ort i Iran.   Den ligger i provinsen Teheran, i den centrala delen av landet, 90 km öster om huvudstaden Teheran. Damī Āqā ligger 1 356 meter över havet och antalet invånare är 107.
Terrängen runt Damī Āqā är huvudsakligen kuperad, men åt sydväst är den bergig. Damī Āqā ligger nere i en dal. Runt Damī Āqā är det ganska glesbefolkat, med 23 invånare per kvadratkilometer. Närmaste större samhälle är Garmābsard, 7,6 km väster om Damī Āqā. Trakten runt Damī Āqā består i huvudsak av gräsmarker.